# Little River-Academy (Teksas)
Little River-Academy je grad u američkoj saveznoj državi Teksas. Prema popisu stanovništva iz 2010. u njemu je živjelo 1.961 stanovnika.